# شركة أسمنت تبوك
شركة أسمنت تبوك هي شركة مساهمة سعودية، وقد تأسست الشركة بتاريخ الثاني عشر من صفر عام 1415 هـ الموافق العشرين من يونيو عام 1994 في مدينة تبوك في المملكة العربية السعودية , رأس مال الشركة هو تسعمئة مليون ريال.

## أنشطة الشركة
- تصنيع الأسمنت البورتلاندي العادي والبورتلاندي المقاوم للكبريتات والبورتلاندي البوزولاني.
- إقامة المصنع والمعامل المتعلقة بالصناعات المتفرعة والمكملة لصناعة الأسمنت من مواد البناء وغيرها.
- القيام بالاستيراد والتصدير للأسمنت.[3]

## موقع المصنع
يقع مصنع إسمنت تبوك بالقرب من ميناء ضباء البحري على بعد 27 كم شمال محافظة ضباء وعلى بعد 220 كم عن مدينة تبوك ومطارها الاقليمي.

## وصف المصنع
صمم المصنع ليتمكن من إنتاج الأسمنت البورتلاندي العادي والأسمنت المقاوم للأملاح المطابق للمواصفات القياسية السعودية أرقام 143 لعام 1979م و 570 لعام 1992م وقد أضيفت مؤخرا المرافق والمعدات اللازمة لإنتاج الأسمنت البورتلاندي البوزولاني والمطابق للمواصفات القياسية السعودية. وملحق بالمصنع محطة توليد كهرباء بطاقة 45 ميغا وات ومحطة لتحليه المياه بطاقة 1500 متر مكعب يوميا وذلك لإمداد المصنع والمجمع السكني الملحق به بالكهرباء والمياه.  
قام اتحاد شركات ياباناني مكون من ميتسوبيشي وكاوزاكي ويو بي إي (UBE) بتنفيذ المشروع عن طريق توريد أجزاؤه وتركيبها وإجراء اختبارات التشغيل حيث تم توقيع عقد بين كل من شركة ميتسوبيشي وشركة أسمنت تبوك لتنفيذ المشروع على أساس «تسليم مفتاح» وذلك في السابع من نوفمبر عام 1994م. كما تم التعاقد مع شركة (Australian) النمساوية للقيام بدور الاستشاري الرئيسي للمشروع.
بدأ إنشاء المصنع في 29-12-1994م، وتم الافتتاح وبدء الإنتاج في يوم الخميس25-01-1419هـ الموافق 21-05-1998م برعاية الأمير سطان بن عبد العزيز (النائب الثاني لرئيس مجلس الوزراء ووزير الدفاع والطيران حينذاك)، و الأمير فهد بن سلطان بن عبد العزيز أمير منطقة تبوك، الرئيس الفخري لشركة أسمنت تبوك. وبدأ البيع التجاري للأسمنت، في 01-10-1998م.

## الأقسام المساندة
محطة الكهرباء:
عمدت شركة أسمنت تبوك لإقامة محطة كهرباء خاصة بها بقوة 45 ميغاوات، وهو ما يكفي لتشغيل عدد سبعة مولدات ديزل قوة كل منها 6.7 ميغاوات / 6.6 كيلو فولت وعدد 1 موالد احتياطي بقوة 1 ميغاوات قامت بتوريدها شركة (KRUPP MAK) الألمانية.
محطة التحلية:
تمتلك الشركة محطة خاصة بها لتحليه المياه تتألف من 3 وحدات سعة كل منها 500 متر مكعب، حيث تبلغ السعة الإجمالية 1500 متر مكعب يوميا. وتعتمد عملية التحلية على تبخير مياه البحر، وقد قامت بتوريد المحطة شركة SASAKURA اليابانية.
المجمع السكني:
تم توفير مجمع سكني مطل على البحر مكتمل المرافق على مساحة إجمالية قدرها 35600 م2 حيث اشتمل على وحدات سكنية عائلية ووحدات سكنية للعزاب، روعي فيها التقاليد للعائلات السعودية واشتمل كذلك على المرافق التالية:
- مدارس ابتدائية منفصلة للبنين والبنات
- مراكز رياضية منفصلة للرجال والنساء.
- مركـز طبـي.
- ساحات لبعض الألعاب الرياضية.
- مساجـد.
- مركز تسوق.
- حضانة أطفال.
- مطاعم وبوفيهات.
- ملاعب متنوعة للأطفال.